# Denis Pusjilin
Denis Vladmirovitj Pusjilin (ryska: Денис Владимирович Пушилин), född 9 maj 1981 Makijivka, Ukrainska SSR, Sovjetunionen, var president för utbrytarstaten Folkrepubliken Donetsk och ordförande för dess folkliga råd.
Innan Pusjilin blev politisk aktivist arbetade han för efterföljaren till det ryska företaget MMM som under 90-talet gjorde sig skyldigt till ponzibedrägeri. Bedrägerierna kostade företagets kunder miljoner dollar innan det upplöstes 1994.
Efter mordet på den tidigare presidenten Aleksandr Zachartjenkos övertogs posten som president för Folkrepubliken Donetsk först under en vecka av Dmitrij Trapeznikov, därefter 7 september 2018 av Denis Pusjilin. Ett nytt presidentval hölls den 11 november 2018.